# Bells (album)
Bells is het eerste album van de Nederlands-Amerikaanse zangeres Laura Jansen.
Het album verscheen in 2009 en is een samenvoeging van twee in de Verenigde Staten in eigen beheer uitgebrachte ep's Trauma uit 2007 en Single Girls uit 2009. De nummers Single Girls, Use Somebody en Wicked World verschenen op single.
In 2010 verscheen een deluxe edition van het album die zeven live versies bevatte waaronder het niet op de originele uitgave verschenen Trauma, de titelsong van Jansens eerste ep.

## Tracklist
1. The End - 4:16
2. Bells - 4:21
3. Single Girls - 3:29
4. Wicked World - 2:31
5. Perfect - 4:09
6. Soljah - 3:16
7. Use Somebody - 3:26
8. Come to Me - 3:58
9. Elijah - 3:26
10. Signal - 4:33

Cd 2 (Deluxe edition)
1. Bells (Live) - 4:47
2. Soljah (Live) - 3:42
3. Signal (Live) - 5:08
4. Use Somebody (Live) - 3:45
5. Trauma (Live) - 4:50
6. Single Girls (Live) - 3:44
7. Wicked World (Live) - 2:40

## Hitnotering

### NederlandseAlbum Top 100
| Hitnotering (week 1 t/m 94): 12-09-2009 t/m 25-06-2011 Hitnotering (week 95): 10-09-2011 | Hitnotering (week 1 t/m 94): 12-09-2009 t/m 25-06-2011 Hitnotering (week 95): 10-09-2011 | Hitnotering (week 1 t/m 94): 12-09-2009 t/m 25-06-2011 Hitnotering (week 95): 10-09-2011 | Hitnotering (week 1 t/m 94): 12-09-2009 t/m 25-06-2011 Hitnotering (week 95): 10-09-2011 | Hitnotering (week 1 t/m 94): 12-09-2009 t/m 25-06-2011 Hitnotering (week 95): 10-09-2011 | Hitnotering (week 1 t/m 94): 12-09-2009 t/m 25-06-2011 Hitnotering (week 95): 10-09-2011 | Hitnotering (week 1 t/m 94): 12-09-2009 t/m 25-06-2011 Hitnotering (week 95): 10-09-2011 | Hitnotering (week 1 t/m 94): 12-09-2009 t/m 25-06-2011 Hitnotering (week 95): 10-09-2011 | Hitnotering (week 1 t/m 94): 12-09-2009 t/m 25-06-2011 Hitnotering (week 95): 10-09-2011 | Hitnotering (week 1 t/m 94): 12-09-2009 t/m 25-06-2011 Hitnotering (week 95): 10-09-2011 | Hitnotering (week 1 t/m 94): 12-09-2009 t/m 25-06-2011 Hitnotering (week 95): 10-09-2011 | Hitnotering (week 1 t/m 94): 12-09-2009 t/m 25-06-2011 Hitnotering (week 95): 10-09-2011 | Hitnotering (week 1 t/m 94): 12-09-2009 t/m 25-06-2011 Hitnotering (week 95): 10-09-2011 | Hitnotering (week 1 t/m 94): 12-09-2009 t/m 25-06-2011 Hitnotering (week 95): 10-09-2011 | Hitnotering (week 1 t/m 94): 12-09-2009 t/m 25-06-2011 Hitnotering (week 95): 10-09-2011 | Hitnotering (week 1 t/m 94): 12-09-2009 t/m 25-06-2011 Hitnotering (week 95): 10-09-2011 | Hitnotering (week 1 t/m 94): 12-09-2009 t/m 25-06-2011 Hitnotering (week 95): 10-09-2011 | Hitnotering (week 1 t/m 94): 12-09-2009 t/m 25-06-2011 Hitnotering (week 95): 10-09-2011 | Hitnotering (week 1 t/m 94): 12-09-2009 t/m 25-06-2011 Hitnotering (week 95): 10-09-2011 | Hitnotering (week 1 t/m 94): 12-09-2009 t/m 25-06-2011 Hitnotering (week 95): 10-09-2011 | Hitnotering (week 1 t/m 94): 12-09-2009 t/m 25-06-2011 Hitnotering (week 95): 10-09-2011 |
| Week:                                                                                    | 1                                                                                        | 2                                                                                        | 3                                                                                        | 4                                                                                        | 5                                                                                        | 6                                                                                        | 7                                                                                        | 8                                                                                        | 9                                                                                        | 10                                                                                       | 11                                                                                       | 12                                                                                       | 13                                                                                       | 14                                                                                       | 15                                                                                       | 16                                                                                       | 17                                                                                       | 18                                                                                       | 19                                                                                       | 20                                                                                       |
| ---------------------------------------------------------------------------------------- | ---------------------------------------------------------------------------------------- | ---------------------------------------------------------------------------------------- | ---------------------------------------------------------------------------------------- | ---------------------------------------------------------------------------------------- | ---------------------------------------------------------------------------------------- | ---------------------------------------------------------------------------------------- | ---------------------------------------------------------------------------------------- | ---------------------------------------------------------------------------------------- | ---------------------------------------------------------------------------------------- | ---------------------------------------------------------------------------------------- | ---------------------------------------------------------------------------------------- | ---------------------------------------------------------------------------------------- | ---------------------------------------------------------------------------------------- | ---------------------------------------------------------------------------------------- | ---------------------------------------------------------------------------------------- | ---------------------------------------------------------------------------------------- | ---------------------------------------------------------------------------------------- | ---------------------------------------------------------------------------------------- | ---------------------------------------------------------------------------------------- | ---------------------------------------------------------------------------------------- |
| Positie:                                                                                 | 12                                                                                       | 18                                                                                       | 29                                                                                       | 41                                                                                       | 33                                                                                       | 31                                                                                       | 40                                                                                       | 43                                                                                       | 40                                                                                       | 60                                                                                       | 75                                                                                       | 75                                                                                       | 67                                                                                       | 42                                                                                       | 56                                                                                       | 56                                                                                       | 50                                                                                       | 54                                                                                       | 58                                                                                       | 28                                                                                       |
| Week:                                                                                    | 21                                                                                       | 22                                                                                       | 23                                                                                       | 24                                                                                       | 25                                                                                       | 26                                                                                       | 27                                                                                       | 28                                                                                       | 29                                                                                       | 30                                                                                       | 31                                                                                       | 32                                                                                       | 33                                                                                       | 34                                                                                       | 35                                                                                       | 36                                                                                       | 37                                                                                       | 38                                                                                       | 39                                                                                       | 40                                                                                       |
| Positie:                                                                                 | 39                                                                                       | 33                                                                                       | 40                                                                                       | 46                                                                                       | 46                                                                                       | 16                                                                                       | 26                                                                                       | 29                                                                                       | 35                                                                                       | 38                                                                                       | 30                                                                                       | 33                                                                                       | 17                                                                                       | 24                                                                                       | 14                                                                                       | 15                                                                                       | 17                                                                                       | 14                                                                                       | 6                                                                                        | 7                                                                                        |
| Week:                                                                                    | 41                                                                                       | 42                                                                                       | 43                                                                                       | 44                                                                                       | 45                                                                                       | 46                                                                                       | 47                                                                                       | 48                                                                                       | 49                                                                                       | 50                                                                                       | 51                                                                                       | 52                                                                                       | 53                                                                                       | 54                                                                                       | 55                                                                                       | 56                                                                                       | 57                                                                                       | 58                                                                                       | 59                                                                                       | 60                                                                                       |
| Positie:                                                                                 | 9                                                                                        | 19                                                                                       | 17                                                                                       | 21                                                                                       | 21                                                                                       | 24                                                                                       | 25                                                                                       | 30                                                                                       | 30                                                                                       | 26                                                                                       | 14                                                                                       | 26                                                                                       | 31                                                                                       | 52                                                                                       | 52                                                                                       | 62                                                                                       | 69                                                                                       | 43                                                                                       | 39                                                                                       | 23                                                                                       |
| Week:                                                                                    | 61                                                                                       | 62                                                                                       | 63                                                                                       | 64                                                                                       | 65                                                                                       | 66                                                                                       | 67                                                                                       | 68                                                                                       | 69                                                                                       | 70                                                                                       | 71                                                                                       | 72                                                                                       | 73                                                                                       | 74                                                                                       | 75                                                                                       | 76                                                                                       | 77                                                                                       | 78                                                                                       | 79                                                                                       | 80                                                                                       |
| Positie:                                                                                 | 18                                                                                       | 14                                                                                       | 22                                                                                       | 20                                                                                       | 21                                                                                       | 18                                                                                       | 25                                                                                       | 25                                                                                       | 22                                                                                       | 19                                                                                       | 20                                                                                       | 23                                                                                       | 21                                                                                       | 20                                                                                       | 11                                                                                       | 18                                                                                       | 20                                                                                       | 26                                                                                       | 29                                                                                       | 26                                                                                       |
| Week:                                                                                    | 81                                                                                       | 82                                                                                       | 83                                                                                       | 84                                                                                       | 85                                                                                       | 86                                                                                       | 87                                                                                       | 88                                                                                       | 89                                                                                       | 90                                                                                       | 91                                                                                       | 92                                                                                       | 93                                                                                       | 94                                                                                       |                                                                                          | 95                                                                                       |                                                                                          |                                                                                          |                                                                                          |                                                                                          |
| Positie:                                                                                 | 39                                                                                       | 41                                                                                       | 52                                                                                       | 43                                                                                       | 14                                                                                       | 22                                                                                       | 37                                                                                       | 48                                                                                       | 60                                                                                       | 69                                                                                       | 79                                                                                       | 80                                                                                       | 41                                                                                       | 60                                                                                       | uit                                                                                      | 65                                                                                       | uit                                                                                      |                                                                                          |                                                                                          |                                                                                          |